# 佐藤尚宜
佐藤 尚宜（さとう ひさよし）は、日本の数理科学者・情報セキュリティ学者。大阪工業大学情報科学部情報システム学科教授。博士（数理学）（九州大学）。電子情報通信学会暗号と情報セキュリティシンポジウム(SCIS)2024実行委員会委員。
専門は、情報セキュリティ（公開鍵暗号・電子署名など)・クラウドセキュリティ、ブロックチェーン。

## 略歴
1996年九州大学大学院数理学研究科博士課程修了、博士（数理学）（九州大学）。日立製作所システム開発研究所にて暗号・情報セキュリティに関する研究開発に従事。同社横浜研究所・研究開発グループシステムイノベーションセンター主任研究員を務める。九州大学マス・フォア・インダストリ研究所(IMI)客員教員を経て、2025年大阪工業大学情報科学部情報システム学科教授。
主な所属学会は、電子情報通信学会、情報処理学会、日本セキュリティ・マネジメント学会など。主な受賞は、情報処理学会業績賞(2018)、辻井重男セキュリティ論文賞特別賞(2018)。主な著書は、改訂版 情報セキュリティ概論（共著、日本工業出版2019、学術書）。

## 主な研究
- 検索可能暗号を利用したブロックチェーンアドレスの生成[4]
- 公開鍵暗号や電子署名の実システムへの適用手法
- 高機能暗号方式の開発
- 機微な情報を安全に利活用できる秘匿検索処理技術の研究開発と実用化
- 安全なビッグデータ分析をクラウド上で実現する秘匿分析技術